# Plectine
Ne doit pas être confondu avec HD1 (homonymie).
La plectine (dite large cytolinker) est une plakine (protéine de structure qui lie les membranes cellulaires aux filaments intermédiaires du squelette des cellules, aux filaments d'actine, microtubules, et filaments intermédiaires de vimentine). 

## Rôles
Elle contribue à rigidifier les cellules et au maintien de la cohérence des tissus. Elle se lie également à des récepteurs transmembranaires et à des kinases lui conférant plusieurs rôles de régulation. Elle est impliquée dans certaines maladies myodégénératives et neurodégénératives. Son gène est le PLEC situé sur le chromosome 8 humain.
Une de ses formes (l'isoforme 1) est nécessaire à la mobilité des leucocytes, et donc à l'inflammation et à la cicatrisation des plaies. Il existe de nombreuses autres isoformes dues à des épissages de multiples exons.

## En médecine
La plectine pourrait être en cause dans certaines maladies inflammatoires chroniques (asthme, eczéma).
Une mutation du gène codant la plectine peut être cause de plusieurs maladies appelées « plectinopathies » dont une épidermolyse bulleuse (lésions de la peau apparaissant dès la naissance, plaies ne cicatrisant pas, éventuellement suivies d'un déficit musculaire dit dystrophie musculaire. D'autres mutations augmentent le risque de survenue de troubles du rythme cardiaque à type de fibrillation atriale.